# 両津家
両津家（りょうつけ）では、秋本治の漫画作品およびアニメ作品『こちら葛飾区亀有公園前派出所』に登場する架空の人物、両津勘吉の一族について解説する。

## 両津家の特徴
夏春都によると、夫婦喧嘩・親子喧嘩は日常茶飯事で、男性陣はラテン系の気質でいい加減な人間が多く、女性陣はゲルマン系（ドイツスイス系）の気質で几帳面な人間が多いとされる。
宮大工から始まって植木屋、左官屋、経師屋、浮世絵摺師、刀鍛冶など職人のオンパレードで「親戚だけで家が一軒建つ」という一族だが、前述の通り男性は道楽者が多く、「楽だから」という理由で家業の花火屋を畳んでマンションオーナーになってしまった者もいる。

## 両津勘兵衛
かんべえ（声の出演：北村弘一、外波山文明〈こち亀DS、THE FINAL 両津勘吉 最後の日〉）
勘吉の祖父。眉毛が繋がっており、勘吉・金次郎兄弟の最大の特徴はこの人ゆずり。佃島（東京都中央区）の一番古い長屋で年金暮らしをしていたが、現在は事業（老人ばかりを集めたテレビゲーム会社、R・G・Cことリョウツ・ゲーム・カンパニー）に成功し、高層マンションに住んでいる。孫の勘吉が新社長になって無茶な経営をしたせい（勘吉がアダルトゲームを作りすぎて逮捕され、脱税も発覚したため）で倒産したものの、勘兵衛自身が復帰したため会社は復活している。近年会社を売り、今は燕の巣の採取やレアメタルの採掘、飛行艇による航空会社などを始めている。趣味はテニス。フェラーリやクルーザーを所有する。妹は「超神田寿司」を経営している夏春都。当初は夏春都とともに佃煮屋「よろずや」の仲見世の支店を営んでいたが、夏春都が擬宝珠家に嫁いだ後、道楽にふけったため10日で支店はつぶれた。戦前は大日本帝国海軍に所属し戦闘機整備をしていたが、両津家の人間らしい手癖の悪さを発揮しており、浅草の実家には軍艦の備品だったと思われる無線機や救命具、戦闘機の照準器まであった。また、日露戦争で日本海海戦、太平洋戦争では空母・飛龍に乗艦して真珠湾奇襲、ミッドウェー海戦に参加している。「よろず屋」の経営拡大のために「よろずや」吉池支店を出す計画があったものの、その資金を競馬で注ぎ込んでパアにしてしまっため、勘兵衛や息子の銀次と共に浮気が発覚して両津家の乱に発展、妻・秋冬は包丁を持って浅草寺まで追われて逃げ回り、「よろずや」吉池支店は幻に終わってしまった。また昭和初期にモボと呼ばれたプレイボーイであると公表しているが、定かではない。年齢は初登場時98歳で、後に105歳となったが、現行の設定では曖昧になっている。少なくとも妹の夏春都が1900年生まれという。また、月島がなかった時代を覚えている。『Kamedas』では孫が勘吉と金次郎を含めて24人いるとされている。食糧難で飢えていた妹（夏春都）のために芋を盗んで与えているエピソードから、根は妹思いである他、バンドを結成した時は勘吉に曲を聞かせてあげようとしたり、勘吉の身の安全を心配するなど勘吉を思っているようである。

## 両津秋冬
勘兵衛の妻で、銀次の母、勘吉の祖母に当たる人物。本編開始時点では既に故人。本編未登場。幼いころの勘吉に三味線を教えていた。かつて勘兵衛と銀次の使い込みと浮気が発覚した時には、包丁を持って浅草寺まで追い回した。これらは後に「両津家の乱」と呼ばれるようになる大騒ぎになった。義理の姉妹となる夏春都とは対照となる季節の漢字が使われている（名前のルビが「アキト」「ゲパルト」と揃ってカタカナとなっている）。

## 両津夏春都
（現姓：擬宝珠）

## 両津銀次
（声の出演：渡辺哲、ドラマ版 2011映画・出演：ラサール石井）
勘吉の父で、浅草の佃煮屋「よろずや」を経営する。勘兵衛の次男（アニメでは長男）。夏春都・みの吉の甥にあたる。明治生まれという設定。背中に龍の目玉だけの刺青がある（昔、極道を目指し全身に入れようとしたがあまりに痛くて逃げた）。初対面の女性に、背中に龍の刺青があると自慢する。趣味は女遊びとアダルトビデオの鑑賞。江戸っ子気質で短気な性格。佃煮の材料にオーストラリア産の安物を使ったり、赤子の勘吉を背負い飲み屋や成人映画館に入り浸ったりなど、勘吉の性格のルーツの多くを担っている。また、勘吉の少年時代のエピソードでは職人気質溢れる人物像となっている。かつて勘吉に対し（長男であることを理由に）店を継ぐようにしつこく言い、腹を立てた勘吉がゴキブリの佃煮を店に出したところ大喧嘩になり、勘吉が家を出て勘当した。後に勘吉が中川と秋本・カトリーヌ・麗子を連れて浅草めぐりをした際に偶然再会してしまい、最初は気まずかったが酒を交わすうちに色々思い出すところもあった。銀次は帰り際「家に寄らんか」と勘吉を誘うも、勘吉は母・よねには申し訳ない気持ちがあったようで、この時は自宅に顔を出すのを拒んだ。これ以前にも勘吉が事故死した知り合いのチンピラの両親を尋ねた時、自分の親が思い出されたのか、旅行先の公衆電話で久々に家に電話して銀次と話をしている。よねは不細工だが、愛嬌の良さに惚れて結婚した。両津家の乱の時には、よねに追われ六区を逃げ回り、最後には、吾妻橋から隅田川へ飛び込み逃げたという。中川のテレビゲーム会社が開発した人生シミュレーションゲームによると、もし息子の勘吉が生まれなければ、佃煮屋「よろずや」は大企業になって、浅草商店街会長を務めていたことが明かされている。
また勘吉同様にお金に弱く、親子だと思われないために勘吉からもらった1万円で他人のふりをする。一方で、金銭感覚には鋭く贅沢ができない貧乏性である。だが、一族譲りの商才がある。その他、勘吉とは些細なことで頻繁に親子喧嘩をしており、大原や中川の前でも喧嘩してしまう。アメリカ人のサンディの前でも喧嘩を始めたが、彼女は動じることなく「うちでも父と兄が親子喧嘩している。喧嘩するほど仲が良い。いい家庭」と評している。実際銀次も勘吉のことを普段は表に出さないものの大原同様実の息子として大切に思っており勘吉が金の力で花やしきを潰そうとした時は「勘吉が生まれた時には初めて花やしきに連れてきたことと子供の頃、自身に叱られた時にはいつも花やしきに逃げ込んだ」想い出を語り勘吉を説得した。
基本的には「銀さん」と呼ばれ、幼馴染は「銀ちゃん」と呼ぶ。

## 両津よね
旧姓：尾形（声の出演：尾小平志津香、ドラマ版 2011映画・出演：柴田理恵）
勘吉の母で、柴又から嫁いできた。弟が柴又で惣菜屋を営んでいる。気が強くで口は悪いが、夫・長男とは異なり良識的で包容力に溢れる。古い物を大切にし、何でも物を捨てずに溜め込んでおく癖があり、押入れや戸棚には年代物の千人針、旧日本軍の地雷、カビだらけのそば、数十年前の鯨肉の缶詰、明治時代の醤油瓶・歯磨き粉などが多数ある。また、その性格故、両津に送られてきたヴィンテージもののアロハシャツ（1枚数万円ほど）をただの古着と思い込んで雑巾にしてしまったり、浮世絵を漬物の壺の蓋に使ってしまったりしている。夫と長男の親子喧嘩を唯一止めることができるが、止めなければならない辺りまではコミュニケーションと判断している。派出所員が持ってきた食べ物を勘吉がそれを混ぜて滅茶苦茶にしてしまった鍋料理の代わりに、佃煮を派出所員に振舞っている。洋食はサンディが来た時に初めて作りフォークとナイフの代わりに包丁と熊手をだそうとしたり、勘吉の弁当は毎日佃煮、コーヒーは湯のみに入っていた。勘吉によると「女は愛嬌。うちの母ちゃんは不細工だけど愛嬌だけはいい」。

## 両津金次郎
（声の出演：今井敦、小学生時代 - 岩坪理江（79話）、?（111話）、鈴木裕美子（169話）、鈴木真仁（217話、289話、319話））
勘吉の弟で、弁護士。血液型A型。身長165cm、体重60kg、誕生日は4月4日。中川家と遠い親戚関係である霧ヶ谷家の次女・景子と結婚して娘・京子を授かる。それにより、兄・勘吉は中川家の親戚という立場を悪用し始める。顔は兄に似ているが、小学生の頃から視力が悪いためメガネをかけている。小学6年生の時点で兄が中学生だったので、勘吉とは1〜3歳差になる。
一人称は「僕」。豚平と珍吉からは「金ちゃん」と呼ばれている。
両津家の男性の中で唯一真面目で几帳面であり、勤勉が長所であるのに対し運動音痴という短所があり、兄とは正反対である。兄のことは、「反面教師」もしくは「悪の教師」と語っている（しかし、頼もしい兄とも発言している）。また、子供のころはプロレス技や殴られることもあり、よくいじめられていた。だが、中学受験の時、両親ですら合格すると思って無かった中学に勘吉だけは信じており、兄が受験証明を川に飛び込んで取ってきて、湯島天神の合格祈願のお守りを貰い、結婚した今でも大事にアルバムにしまっている。このため兄との兄弟仲は良好。アニメでは東京大学卒という設定である。
趣味はアマチュア無線で、第一級陸上無線技術士の資格を所持している。少年時代に実家の物置に無線機があり、勘吉が面白おかしくいじっているのを見て興味を持った（これは前述の通り、勘兵衛が軍時代にガメてきた物）。ただこの無線機は、後に勘吉によって、全て破壊されたとのこと。好きな無線機メーカーは八重洲無線。無線関係やラジオの知識は兄より上で、不器用なので工作類が苦手だが、ラジオ・無線関係だけは修理・手作りできる腕前があるので、秋葉原にはよく行っている。のちにラジオ好きな勘吉がラジオの良さを合法的に伝えるためにコミュニティ放送局の放送免許を取得させられてFM両津（75.9MHz）を開局、勘吉と知人たちがスタッフとなり、高所の方が電波が飛ばしやすく金次郎が電波の知識があるという理由で隅田川沿いのタワー・マンションの一室（金次郎宅）から地域情報を主に24時間生放送した。その際に開局申請のために使用できるFM周波数を小刻みに探したり総務省へ開局の説明に行ったりと、本業の弁護士よりも忙しかった模様。他にも少年時代には伝書鳩の飼育にも凝っており、勘吉にも飼育の手伝いを頼んでいる。愛車は三菱・コルト1000（約17年乗車）だが、勘吉からは「ボロコルト」、「捨ててあるのかと思ったよ」といわれ、落書きされたことがある。妻の景子からは、凝り性な所は兄弟そっくりだと言われている。
弁護士を目指したきっかけはいじめられっ子だったので、いじめられて泣いていた時に「須田成道」という正義の弁護士から「挫けない強さ」の教えを乞うたのがきっかけで、中学は国立に進学した。弁護士になってから彼との2ショット写真を撮っている。成人後も勘吉に助けられることも多い。
兄と違い極度の方向音痴で、幼少期はなかなか家に帰ることができず、迷子になっていたことが多い。SLが好きで、兄と自転車で秩父まで見に行ったことがある。下町育ちらしく、隅田川花火大会が好きで、花火がよく見えるマンションに住んでいるが、勘吉からは「無線の電波の入りがいいからじゃないか？」と言われた。
飲酒も嗜むが、兄や父のように酒豪ではない。どちらかと言うと洋酒を好む。実際にお礼品に洋酒が多く、兄も洋酒を持ってきている。

## 両津景子
旧姓：霧ヶ谷（声の出演：岩坪理江〈120話〉、長浜満里子〈218話〉）
金次郎の妻で、勘吉の義妹。霧ヶ谷建設の社長・霧ヶ谷英次郎の次女。中川一（中川家の八男）の妻の父の姪の夫の甥の伯父の娘で、金次郎と結婚したことにより中川家と両津家は親戚になった。しかし、あまりにも遠縁で民法上の親族の範囲からは大幅に離れており、親戚と呼ぶには無理がある間柄である（そもそも中川家は霧ヶ谷家とも親戚関係が成立していない）。霧ヶ谷家は国立大学、私立大学、医科大学の教授や国会議員、医者、会社社長などのオンパレードで両津家とは全く逆のエリート一族であるが、金次郎と結婚した理由は彼の実直な真面目さに好意を持ったかららしい。

## 両津京子
（声の出演：並木のり子）
金次郎と景子の娘。銀次とよねにとっては待望の初孫で、勘吉にとっても可愛い姪っ子である。勘吉には名前を忘れられ、「小金丸」「彦六」などと呼ばれたことがある。第106巻に登場したが、作者自身でなくアシスタントによる描写だった。第185巻で久々に登場し、来年から小学校に通うところまで成長していた。アニメでの名前は「ちよ子」になっている。

## 両津ため吉
（声の出演：加藤治）
酒豪。うわばみのような酒びたりの生活で、嘉永6年に生まれ、明治末期（日露戦争後）に亡くなったとされる。勘兵衛・夏春都・みの吉の父で、銀次・夜婁紫喰の祖父、勘吉・纏・檸檬らの曽祖父にあたる。勘吉が訳あって天国に行ったときにも泥酔状態で道に転がっていた。後に天国でため吉に酒を売らないことが決められ、酒を飲むためだけにこの世に生き返る。その際には明治期の金銭感覚しか無いため現在の金銭感覚に驚愕したりしていた。孫の銀次とは自身の晩年、つまりは銀次が赤ん坊、もしくは少年であった時以来であったようで、老年期を迎えた孫を「でかくなった」と嬉しがっていた。柔剣道の達人であり、千葉周作に習ったと豪語する剣の腕も勘吉をして強いと言わしめるほどに優れていた。最後は伊藤博文初代内閣総理大臣の鶴の一声で天国に戻っていった（台詞上では「伊東博文」）。歴史上の人物との交流も深く、坂本龍馬とは飯を食ったことがあったり、森鷗外に写真を撮ってもらったり、西郷隆盛と握手したり、また幕末・明治の偉人たちからサインを頂戴したりしている。日本人で初めてピースをして写真を撮った。ただし、これらの話が事実かどうかは不明。また生前は道楽者で家を売って骨董品を大量に買っていたが、全て偽物であった（鑑定した中川商事のスタッフは骨董業者に騙されて大量に買わされたのではないかと語っていた）。
アニメでは酔った勢いで天国から脱走したことで現代に蘇る。町でトラブルを起こしていたところを花山に彼の捜索を依頼された勘吉と出会う。原作以上の酒豪で、一斗樽を飲み干しても顔色一つ変えずに平然としていた。原作と同様歴史上の人物との交流があり、坂本龍馬の好物の佃煮を料亭まで配達したり（龍馬もため吉のことを覚えていた）、西郷隆盛が江戸に来た時には見物に行ったりしていた。浅草の佃煮屋にはそれらの人物に関係するものが保管されているが、全て現代では価値のある物ではなかった（坂本龍馬が撮ったため吉の写真や酒を飲む時に使ったお猪口、夏目漱石が可愛がっていた猫の毛玉、樋口一葉が筆を拭った半紙、千葉周作が斬った笹の葉など）。最後は勘吉と花山の協力で現代に蘇った龍馬や当時の友人たちと再会し、勘吉に『来年の盆にも帰ってくる』と約束を交わし満足して天国へ帰って行った（ただしラストで再び天国を脱走してしまっていた）。

## 両津とめ
ため吉の妻。勘兵衛・夏春都・みの吉の母で銀次・夜婁紫喰の祖母、勘吉・纏・檸檬らの曾祖母にあたる。本編未登場。

## 両津元五郎
勘兵衛の長男。銀次の兄で、勘吉と金次郎の伯父に当たる。原作のみ登場。勘吉と麻里愛の結婚騒動の際に初登場し、祝儀代から行える結婚披露宴の予算を瞬時に計算するなど、金に目ざとい両津家らしい一面をみせつける。長男であるにもかかわらず「よろずや」を継がなかった理由はあきらかにされていない。
アニメの銀次は一人っ子の設定のため、未登場。

## 両津どら吉
勘吉の曽祖父・ため吉の弟。原作のみ登場。その一生はとてつもなく複雑で、波乱に富んでいる。誕生地は上海、育った地はボルネオ。その後帰国し、17歳で会社の社長になるが競馬で負けて会社を潰した。その後はヤクザ、弁護士、キャバレー経営、銀行員、住職、作曲家など様々な職業に就く。住職の時に寺を燃やして10年間外国を逃げ回った経験もある。また8回の結婚歴、7回の離婚歴があり、その度に家を相手にあげている。背中には般若の刺青があるといい、住職をやっていた時にはお経を上げている時など襟から般若の入れ墨が見えたこともあるという。イタリア語を話す台東区民。

## 両津みの吉
第56巻でわずか一コマだけ登場した勘兵衛の弟で夏春都の兄弟。勘吉・纏・檸檬らの大叔父。原作のみ登場。登場の前年に亡くなっており、本人は登場していない。昔から道楽者でミーハーだったらしく遺品には珍しいものが多かった。かなりの土地持ちでもあり、よろずやも元は彼の家だったが、酒や博打と道楽が災いして晩年は生活に困っており土地のほとんどを切り売りしたため、最期には霞町（現在の麻布）に10坪しか残っていなかったが、折しもバブル期に高騰したことで、10億円の値がついた。生前は妾を何人も侍らせていたプレイボーイだったが、生涯独身を貫いた。原作では1コマだけの登場だが、描き下ろしポスターにはきちんと両津家の一員として描かれている。

## 両津実直
じっちょく（声の出演：ラサール石井）
アニメスペシャル「湯けむりポロリ 2001京都の旅」で登場した両津家の末裔。金次郎の孫の孫の孫の孫の孫であり、金次郎から11代目の子孫である。宇宙人の侵略で荒廃した未来の地球を救うため、勘吉の体内にある抗体「リョーツGPX」を入手するためやってきた。容貌は勘吉に似ている（ただし眉毛は太いが繋がっていない）が、性格はその名の通り実直。「リョーツGPX」を採血で譲渡する条件に勘吉に現金10兆円を要求されるが未来の日本紙幣の「10兆円札」で支払おうとしたり、やや天然の気がある（結局は10兆円分の金塊で示談となった）。

## 両津亀吉
かめきち（声の出演：ラサール石井）
アニメオリジナルキャラクター。アニメ第102話の「呪いの梅干し壺」で登場した慶長5年の両津家の祖先。下級武士風の風貌で、顔は勘吉と瓜二つ。食事中に、偶然行き倒れになっている落ち武者から梅干しを託されるが、自身は好きではないため食べずに祠を作って落ち武者の遺体と共に保存したまま放置してしまった。その梅干しは約400年後に子孫の勘吉によって発見され、騒動に繋がる。

## RYO
書籍版のKamedas2原始時代編にて登場した勘吉ら両津家の先祖に当たる人物で、容姿は勘吉に瓜二つで、石器を持ちマンモスを狩っていた。

## 勘吉
書籍版の『Kamedas2』江戸時代編にて登場した人物。両津家の先祖で、鼠小僧のパロディ版となっており、こちらでは月光小僧として活動している。容姿は勘吉そっくりで、頭には風呂敷を巻き姿を隠している。夜な夜な大名屋敷に忍び込み財宝を盗み、それを貧しい人々に分け与えている。

## お麗
書籍版の『Kamedas2』江戸時代編にて登場した人物で、勘吉の妻。秋本麗子にそっくりな美女。

## リョウツ
書籍版の『Kamedas2』未来編にて登場した両津勘吉の遠い未来の子孫に当たる人物で、宇宙派出所に勤務している。

## その他
法事など、親類の集まるエピソードでは、花川戸のよねやとめ吉（どちらも勘吉は記憶にない）が登場。他に、浮世絵刷り師や花火職人なども登場している。
作中に登場した家系図では両津ゴンや両津ゲロなどといった名前も確認できる。
出版元である集英社が2001年頃、現実の世界で両津姓を名乗るまたは過去に名乗っていた人がいるかを調査したところ、存在しないことが判明している。